# Laila Koskela
Laila Koskela, född 3 mars 1949 i Kuusamo, är en finländsk politiker. Hon kandiderade i riksdagsvalet 2007 för Finlands Seniorparti och blev inte invald med sina 5 747 röster. I riksdagsvalet 2011 blev Koskela däremot invald i riksdagen som sannfinländare med 9 172 röster från Birkalands valkrets.